# Hans Werthén
Hans Lennart Oskar Werthén, född 15 juni 1919 i Ludvika, död 1 januari 2000 i Hedvig Eleonora församling, Stockholm, var en svensk industriman. 

## Biografi
Werthén var son till Oscar och Mabel Werthén. Hans Werthéns livsverk var Electrolux som under hans ledning utvecklades till ett världsledande företag inom vitvarusektorn. Företagets strategi blev snabb expansion genom företagsförvärv och under 20 år från att han tillträdde som VD förvärvades mer än 200 företag. Hans Werthén kom att utveckla den så kallade "Lux-kulturen". Den kännetecknades av affärsmässighet, marknadsinriktning, beslutssnabbhet och en ytterst liten byråkrati.
Han var VD i Electrolux-koncernen 1967–1974 och styrelseordförande 1974–1991. Under hans ledning ökade företagets omsättning mer än 80 ggr och tog tätplatsen bland svenska industriföretag när det gällde antalet anställda.
Han är begravd på Norra begravningsplatsen i Solna kommun.

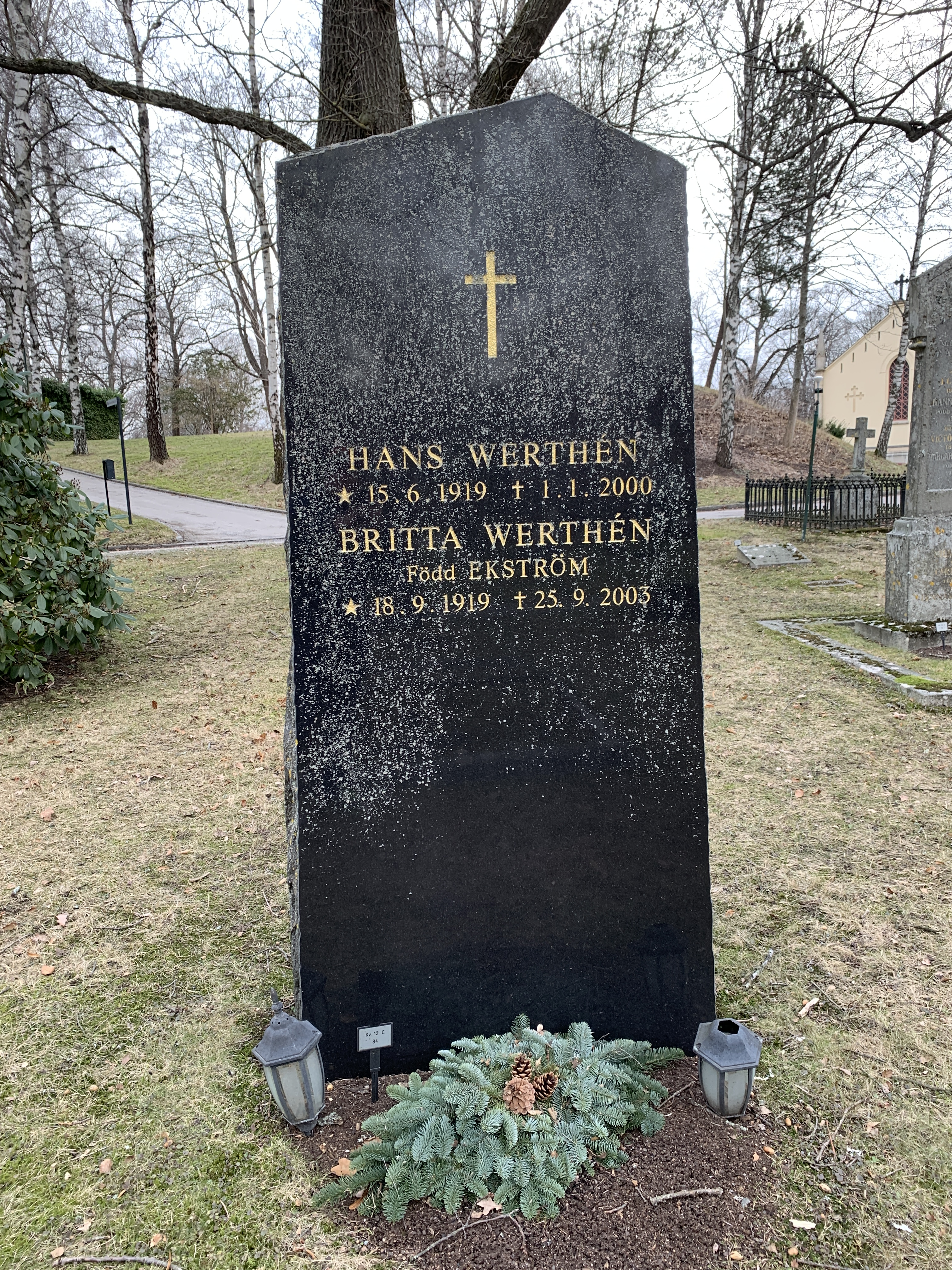
Hans Werthéns grav på Norra begravningsplatsen i Stockholm (Solna kommun), som han delar tillsammans med hustrun Britta Werthén (född Ekström).

## Utmärkelser
Hans Werthén har innehaft titeln "Sveriges roligaste industriledare", som röstas fram av svenska civilingenjörer.
Werthen promoverades 1978 till teknologie hedersdoktor vid Chalmers tekniska högskola.